# Иевлев, Алексей Анатольевич
Алексей Анатольевич Иевлиев (1960—2014) — российский геолог, поэт и историк науки. Руководитель Геологического музея имени А. А. Чернова Института геологии Коми научного центра Уральского отделения РАН.

## Биография
Родился 5 июля 1960 года в городе Архангельск.
В 1977 году окончил среднюю школу № 14 города Сыктывкар
В 1977—1982 годах учился на физико-математическом факультете Сыктывкарского государственного университета (СГУ).
В 1982 году работал учителем физики в вечерней сменной школе № 2.
В 1983—1985 годах учился в аспирантуре Коми научного центра Уральского отделения АН СССР.

### Научная работа
В 1985—1995 годах работал в Институте геологии Коми научного центра УрО РАН, на должностях от младшего научного сотрудника до учёного секретаря Института. Изучал процессы выветривания и закономерности образования алюмо-железо-сульфатно-фосфатных минералов в условиях Крайнего Севера. Совершил многочисленные экспедиции в район «Пайхойского антиклинория» (Пай-Хой).
Одновременно, в 1989—1993 годах — директор предприятия «Геонаука», выпустившего более 20 монографий и сборников. Организатор издания «Вестник Института геологии»
В 1987 году защитил диссертацию на соискание ученой степени кандидата геолого-минералогических наук на тему «Минералогия зоны гипергенеза фосфатоносных сланцев Пай-Хоя».
Как историк геологии, он изучал горнорудные промыслы и промышленное освоение Европейского Северо-Востока России. Работал в Национальном архиве Республики Коми и экспедициях к старым медным и железным рудникам и производствам. Практически подготовил докторскую диссертацию по теме «Минерально-сырьевая база, как основа пространственного освоения и создания промышленности Коми в XX веке».
Он изучил историю экспедиционного геологического изучения территории Коми, становления в республике научных учреждений и базы АН СССР. Воссоздал историю многих горных производств региона, среди них:
- Цилемские медные рудники
- Ижемский асфальтитовый рудник
- Ижемский гелиевый завод
- Угольное месторождение Еджык-Кырта — первый уголь Печорского бассейна
- Кожимское угольное месторождение и угледобывающее предприятие
- Кожимский, Нювчимский, Нючпасский железорудные производства и металлургические заводы
- Сереговский солеваренный завод
- Харбейский молибденовый рудник (1947—1954) — первое горнорудное предприятие на Полярном Урале
- Водный радиевый промысел.

За свой вклад в историю науки он был избран действительным членом Международной комиссии по истории геологических наук (INHIGEO), на 39 сессии комиссии, проходившей в июле 2014 года в США.

### Организационная работа
В 1995—2005 годах работал в АО «Гермес-Коми» и в ООО «Фонд экономических и политических технологий».
В 2005—2011 годах Работал в Департаменте горнорудной промышленности Министерства промышленности и энергетики Республики Коми, где много внимания уделил изучению истории горного дела.
С 2011 года возглавил Геологический музей имени А. А. Чернова Института геологии Коми научного центра УрО РАН. Развивал научные связи со многими учёными, особенно Кольского научного центра РАН, Ухты, Москвы, Швеции и Финляндии.
Cкоропостижно скончался 15 июля 2014 года в городе Сыктывкар, похоронен в Сыктывкаре[где?].

## Награды и звания
- 2003 — Лауреат Всероссийского конкурса на лучшее печатное издание 2002 года за литературный альманах «Дорога с грустным перекрестком».
- 2009 — Почётная грамота Министерства культуры Республики Коми за вклад в развитие литературы.
- 2010 — Лауреат премии Правительства Республики Коми имени И. А. Куратова в области литературы.

## Членство в организациях
- 2001 — Союз писателей России
- 2014 — Международная комиссия по истории геологических наук[4]